# Cor de Ouro
"Cor de Ouro" (também conhecida como Cabelo Cor de Ouro) é uma canção do cantor e compositor brasileiro Gusttavo Lima. Lançada em 2009, pela dupla catarinense Helipe & Helon. Regravada por Gusttavo Lima em 2011 como segundo single de seu primeiro álbum ao vivo Inventor dos Amores.

## Composição
A música escrita pelo próprio Gusttavo Lima com a parceria de Raynner Souza foi gravada originalmente no álbum de estreia do cantor, Gusttavo Lima , e retrata uma paixão por uma mulher loira, como diz o refrão ("Esse cabelo cor de ouro é que me deixa louco/ Esse sorriso nos seus lábios que eu me entrego todo..."). A música foi composta para conquistar uma namoradinha. Dito e feito. "Cantei para ela, mas o namoro durou só 20 dias. Ela era muito ciumenta, não entendia meu trabalho".

## Desempenho nas paradas
| Paradas (2011)                       | Melhor Posição |
| ------------------------------------ | -------------- |
| Brasil (Billboard Hot 100 Airplay)   | 18             |
| Brasil (Billboard Hot Popular Songs) | 13             |